# Sex Pistols Box Set
Sex Pistols Box Set – kompilacyjny album zespołu Sex Pistols wydany 6 czerwca 2002 przez Virgin Records.

## Lista utworów

### CD 1
1. „Holidays in the Sun”
2. „Bodies"
3. „No Feelings"
4. „Liar"
5. „God Save the Queen"
6. „Problems"
7. „Seventeen"
8. „Anarchy in the U.K."
9. „Submission"
10. „Pretty Vacant"
11. „New York"
12. „EMI (Unlimited Edition)”
13. „I Wanna Be Me"
14. „No Feeling” (bonus b-side)
15. „Did You No Wrong"
16. „No Fun” (unedited)
17. „Satellite"
18. „Problems"
19. „Pretty Vacant"
20. „No Feelings"
21. „Anarchy in the UK” (instrumental)

- Utwory 1-12: album Never Mind the Bollocks, Here’s the Sex Pistols.
- Utwory 13-17: pochodzą ze stron „B” pierwszych czterech singli.
- Utwory 18-20: demo nagrane w Majestic Studios w maju 1976.
- Utwór 21: nagrany w Wessex Studio w grudniu 1976 (utwór nie uwzględniony w opisie).

### CD 2
1. „Pretty Vacant"
2. „Submission"
3. „Anarchy in the U.K."
4. „Substitute"
5. „(Don't Give Me) No Lip"
6. „(I'm Not Your) Stepping Stone"
7. „Johnny B Goode"
8. „Road Runner"
9. „Watcha Gonna Do About It?"
10. „Through My Eyes"
11. „Anarchy in the U.K."
12. „No Feelings” (instrumental)
13. „No Future"
14. „Liar"
15. „Problems"
16. „New York"
17. „God Save the Queen"
18. „Satellite"
19. „EMI"
20. „Seventeen"
21. „No Feelings"
22. „Submission” (version #1)
23. „God Save the Queen” (instrumental)

- Utwory: 1-2 demo nagrane w Denmark Street Studio w lipcu 1976.
- Utwór 3: nagrany w Wessex Studio w październiku 1976.
- Utwory 4-10: nagrano w Wessex Studio w październiku 1976.
- Utwór 11: wersja z singla Anarchy in the U.K..
- Utwory 12-15: demo nagrane w Manchester Square w grudniu 1976.
- Utwory 16-17: nagrano w Gooseberry Studios w styczniu 1977.
- Utwory 18-22: odrzuty z sesji Never Mind the Bollocks, Here’s the Sex Pistols, lato 1977.
- Utwór 23: nagrano w Wessex Studio w grudniu 1976 (utwór nie uwzględniony w opisie).

### CD 3
1. „Anarchy in the U.K."
2. „I Wanna Be Me"
3. „Seventeen"
4. „New York"
5. „(Don't Give Me) No Lip"
6. „(I'm Not Your) Stepping Stone"
7. „Satellite"
8. „Submission"
9. „Liar"
10. „No Feelings"
11. „Substitute"
12. „Pretty Vacant"
13. „Problems"
14. „Did You No Wrong"
15. „No Fun"
16. „Understanding” (live bonus track)
17. „Flowers Of Romance #1” (live bonus track)
18. „Flowers Of Romance #2” (live bonus track)
19. „Belsen Was a Gas” (live bonus track)
20. „Pretty Vacant” (instrumental)*

- Utwory 1-15: koncert w „Screen on the Green Cinema” w Islington, który miał miejsce 29 sierpnia 1976.
- Utwór 16: koncert w „Nashville Rooms” w Londynie, który miał miejsce 3 lipca 1976.
- Utwór 17: koncert w „100 Club” w Londynie, który miał miejsce  29 czerwca 1976.
- Utwór 18: koncert w „Barbarellas” w Birmingham, który miał miejsce 14 sierpnia 1976.
- Utwór 19: koncert w „Longhorns Ballroom” w Dallas, który miał miejsce 10 stycznia 1978.
- Utwór 20: nagrano w Wessex Studio w grudniu 1976 (utwór nie uwzględniony w opisie).

## Skład
- Johnny Rotten – wokal
- Steve Jones – gitara, gitara basowa
- Glen Matlock – gitara basowa
- Paul Cook – perkusja
- Sid Vicious – gitara basowa